# 4872 Grieg
4872 Grieg (1989 YH7) là một tiểu hành tinh vành đai chính được phát hiện ngày 25 tháng 12 năm 1989 bởi Borngen, F. ở Tautenburg.